# 1114 Lorraine
1114 Lorraine је астероид главног астероидног појаса. Приближан пречник астероида је 62,20 ,
а средња удаљеност астероида од Сунца износи 3,091 астрономских јединица (АЈ).
Инклинација (нагиб) орбите у односу на раван еклиптике је 10,743 степени, а орбитални период износи 1985,874 дана (5,437 година). Ексцентрицитет орбите астероида износи 0,073.
Апсолутна магнитуда астероида износи 9,90 а геометријски албедо 0,050.
Астероид је откривен 17. новембра 1928. године.